# راهب‌مرغ تاج‌نقره‌ای
راهب‌مرغ تاج‌نقره‌ای (نام علمی: Philemon argenticeps) نام یک گونه از سرده مرغ‌های راهب است.